# Ленчицкие говоры
Ленчи́цкие го́воры (пол. gwary łęczyckie) — говоры малопольского диалекта, распространённые в северной части Лодзинского воеводства Польши (на территории бывшего Ленчицкого воеводства 1351—1793 годов). Включаются вместе с серадзскими в состав ленчицко-серадзской группы говоров. Размещаются на стыке ареалов малопольского, великопольского и мазовецкого диалектов, что обуславливает их переходный характер.
В характеристику ленчицких говоров входят такие диалектные особенности, как озвончающий тип межсловной фонетики (сандхи), наличие мазурения (редко встречаемого в современных говорах), распространение таких континуанитов суженных гласных как é > y, á > o, узкое произношение континуантов древнепольских носовых гласных ę > y/yN, i/iN, ą > u и другие.

## Классификация
Ленчицкие говоры в исследованиях польских диалектологов причисляют как к малопольским (например, в работах К. Нича, З. Штибера, С. Урбанчика), так и к генетически великопольским диалектным ареалам (например, в работах Кароля Дейны, Марии Каминьской). Исходя из того, что ленчицкий ареал, размещённый в пограничье между тремя крупнейшими историко-культурными и диалектными регионами — Малопольшей, Великопольшей и Мазовией, включает те или иные малопольские, великопольские и мазовецкие черты, в польской диалектологии ленчицкие говоры считают типичными говорами переходного типа.

## Особенности говоров

### Фонетика
К основным фонетическим особенностям ленчицкого диалектного ареала относят:
1. Озвончающий тип межсловной фонетики (сандхи), при котором озвончаются конечные глухие согласные и сохраняется звонкость конечных звонких согласных на стыке слов перед последующим начальным сонорным согласным или любым гласным: nic nie robił — [nidz‿nie] robił «ничего не делал», siedym lat miałam — [siedym lad‿miałam] «мне было семь лет», jak u nas — [jag‿u] nas «как у нас». Озвончение помимо прочего характерно для флексии -śmy глаголов в форме 1-го лица множественного числа прошедшего времени: byliźmy, chodziliźmy, wyglądaliźmy. Озвончающий тип межсловной фонетики связывает ленчицкие говоры одновременно с малопольским и великопольским диалектными ареалами.
2. Наличие мазурения, выступающего в современных говорах в виде остаточных явлений: juz литер. juž «уже», cegoś jesce литер. czegoś jeszcze «что-нибудь ещё», cłowiek литер. człowiek «человек». Чаще мазурению подвергается согласная č, реже случаи мазурения отмечаются у согласных š, ž. Данная черта связывает ленчицкие говоры с малопольским и мазовецким диалектным ареалами. На мазурение как на исчезающую и непоследовательно употребляемую черту ленчицких говоров диалектологи указывали уже в межвоенный период. Современные носители говоров стараются избегать мазурение в своей речи, используя лишь ограниченное число слов, в которых выступает данное явление.